# Номидзу, Кацуми
Кацуми Номидзу (яп. 野水 克己, англ. Katsumi Nomizu, 1 декабря 1924, Осака — 5 ноября 2008, Провиденс) — американский математик японского происхождения, профессор  Брауновского университета. Труды в области дифференциальной геометрии. Его совместная с Сёсичи Кобаяси двухтомная монография «Основы дифференциальной геометрии» (1963—1969) получила широкую международную известность и переведена на многие языки. Автор почти ста статей и семи книг.

## Биография
Номидзу родился в Осаке в 1924 году. После школы он изучал математику в Университете Осаки, который окончил в 1947 году с отличием (Master of Science) и заслужил стипендию Фулбрайта. На эти средства он поехал в США. Сначала он учился в Колумбийском университете, а затем — в Чикагском, где в 1953 году стал первым студентом, получившим степень доктора философии под диссертационным руководством Шиинг-Шен Черна. Темой диссертации была аффинная геометрия: «Инвариантные аффинные связности на однородных пространствах».
После защиты Номидзу вернулся в Японию и некоторое время продолжал обучение в Нагойском университете. В 1955 году он опубликовал первый том монографии «Группы Ли и дифференциальная геометрия»; книга была посвящена его жене Кимико, на которой он женился в том же году. У них родились четверо детей: Наоми, Ивонн, Симона и Рэймонд.
Далее Номидзу преподавал в Нагойском университете до 1958 года, когда его пригласили в Католический университет Америки (США, Вашингтон, округ Колумбия). В 1960 году Номидзу перешёл в Брауновский университет (Провиденс, штат Род-Айленд), где преподавал на протяжении тридцати пяти лет — сначала он занял должность доцента, а в 1963 году стал полноправным профессором. Номидзу заслужил прочную репутацию блестящего преподавателя.
Вскоре Номидзу начал крупный совместный проект с профессором Кобаяси в Университете Калифорнии (Беркли), результатом чего стала классическая двухтомная монография «Основы дифференциальной геометрии» (первый том вышел в 1963 году, второй — в 1969). Отличительной чертой стиля этих двух математиков является то, что на более чем 700 страницах этой книги по геометрии нет ни одного чертежа или рисунка. Ещё один подготовленный Номидзу учебник «Основы линейной алгебры» вышел в 1966 году и был неоднократно переиздан. Номидзу стал одним из основателей первого американо-японского семинара по дифференциальной геометрии в Киото в 1965 году.
Пользуясь широкой международной известностью, Номидзу активно общался с коллегами во многих странах и часто предпринимал совместные исследования. У его статей были двадцать три соавтора из Бельгии, Бразилии, Китая, Германии, Италии, Японии, Польши, Югославии и США. По случаю его семидесятилетия (1994 год) группа студентов, соавторов и коллег организовали шестидневное празднование, организованное совместно несколькими университетами, в ходе которого был опубликован праздничный сборник, содержащий 62 статьи с авторами из 18 стран. В том же 1994 году была опубликована последняя книга Номидзу: «Аффинная дифференциальная геометрия», в соавторстве с Такеши Сасаки.
Кацуми Номидзу ушёл из Университета Брауна в 1995 году, получив должность профессора университета Флоренс Пирс Грант (Florence Pirce Grant University). Он был редактором сборника статей по теории чисел и алгебраической геометрии, опубликованного Американским математическим обществом в 1996 году.
Профессор Номидзу умер 5 ноября 2008 года в Провиденсе.
Среди других его научных заслуг :
- Определение квазипростых групп Ли (1954)[6].
- Определение редуктивных пространств[7].
- Произведение Кулкарни — Номидзу.

## Основные труды
- Lie groups and differential geometry, Publ. Mathematical Society of Japan, Band 2, 1956.
- with Shoshichi Kobayashi: Foundations of Differential Geometry, 2 Bände, Wiley-Interscience, 1963, 1969 (Reprint bei Wiley Classics 1996).
- Fundamentals of Linear Algebra, McGraw Hill 1966.
- with Takeshi Sasaki: Affine differential geometry: geometry of affine immersions, Cambridge University Press 2004.

### Русские переводы
- Номидзу К. Группы Ли и дифференциальная геометрия. М.: Издательство иностранной литературы, 1960. 128с. Серия: Библиотека сборника «Математика».
- Кобаяси Ш., Номидзу К. Основы дифференциальной геометрии: В двух томах. М.: Наука, 1981. 344+415 с.
  - Переиздание: Новокузнецкий физико-математический институт, 1999. Серия: Шедевры мировой физико-математической литературы. ISBN 5-80323-180-0, 5-80323-179-7.

## Награды
- 1991: Премия Гумбольдта.
- 1994: Почетный член-корреспондент Пелорианской академии Периколанти (Accademia Peloriana dei Pericolanti), Мессина, Италия.
- 1997: Медаль Вильгельма Бляшке[5].
- 2007: Publication Award от Японского математического общества.